# دالة الإطار

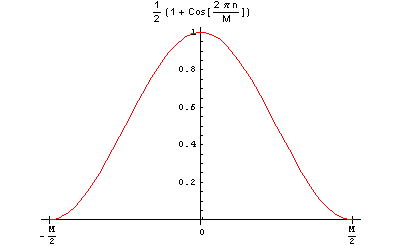
دالة نافذة مشهورة، يطلق عليها نافذة هان. دوال النوافذ الأكثر شيوعًا هي منحنيات متشابهة على شكل جرس.

في معالجة الإشارات والإحصاء، فإن دالة الإطار (المعروفة أيضًا باسم دالة الاستدقاق) هي دالة رياضية لها قيمة صفرية خارج بعض المجالات المرادة، وعادة ما تكون متماثلة حول منتصف المجال، وعادة ما تكون قيمتها القصوية في المنتصف، وعادة ما تتناقص قيمتها بعيدًا عن المنتصف. رياضيًا، نتاج جداء دالة ما ودالة النافذة، هي دالة بحيث أنه لها قيم صفرية خارج المجال الفاصل: كل ما تبقى هو الجزء الذي تتداخل فيه، والذي يسمى «العرض من خلال النافذة». بالمِثل، وفي التطبيقات الفعلية، يتم أولاً عزل مقطع البيانات داخل النافذة، ثم يتم ضرب تلك البيانات فقط في قيم دالة النافذة. وبالتالي، فإن الاستدقاق، وليس التجزئة، هو الغرض الرئيسي من دوال النافذة.

## التطبيقات
تُستخدم دوال النافذة في التحليل الطيفي / التعديل / إعادة التركيب، تصميم مرشحات الاستجابة للنبضة المحدودة، وكذلك تصميم الحزم وتصميم الهوائي.

## قائمة دوال النافذة
الاتفاقيات:
- {\displaystyle w_{0}(x)} هي دالة ذات طور صفري (متماثلة حول {\displaystyle x=0}) ، و متصلة في المجال {\displaystyle x\in [-N/2,N/2],} حيث {\displaystyle N} عدد صحيح موجب (زوجي أو فردي).
- المتتالية {\displaystyle \{w[n]=w_{0}(n-N/2),\quad 0\leq n\leq N\}} متماثلة ، بطول {\displaystyle N+1.}
- {\displaystyle \{w[n],\quad 0\leq n\leq N-1\}} متماثلة DFT ، بطول {\displaystyle N.}

## روابط خارجية
- LabView Help, Characteristics of Smoothing Filters, http://zone.ni.com/reference/en-XX/help/371361B-01/lvanlsconcepts/char_smoothing_windows/
- Creation and properties of Cosine-sum Window functions, http://electronicsart.weebly.com/fftwindows.html
- Online Interactive FFT, Windows, Resolution, and Leakage Simulation | RITEC | Library & Tools